# موموکو تسوگوناگا
موموکو تسوگوناگا (انگلیسی: Momoko Tsugunaga؛ زادهٔ ۶ مارس ۱۹۹۲) خواننده، بازیگر، و بازیگر خردسال اهل ژاپن است.